# Almeida Garrett
João Baptista da Silva Leitão de Almeida Garrett (n. 4 februarie 1799, Porto, Portugalia – d. 9 decembrie 1854, Lisabona, Portugalia) a fost un poet romantic portughez, romancier, dramaturg dar și un politician liberal și mason
Garrett a fost o figură a vieții mondene din epoca sa, făcându-se cunoscut atât prin aventurile sale galante cât și printr-un anumit snobism de tip exhibiționist. Dar sub această mască pulsează o viață emoțională intensă, care conferă unei anumite părți din opera sa literară o anumită profunzime psihologică. 

## Primele poeme
Cele două poeme narative ale lui Garret sunt scrise sub impresiile exilului, dar stau sub semnul școlii arcadiene. Este vorba de Camões (1825), cu care marchează începutul romantismului portughez, și Dona Branca (1826). În primul poem, eroul hoinărește pe străzile Lisabonei, copleșit de dorul iubitei moarte, de nedreptatea regelui care nu-i recompensa poemul; știrea fatală a dezastrului de la Alcácer Quibir  vine să pună capăt acestei vieți fără rost, moartea poetului identificându-se ce cea a patriei. Poemul urmează foarte îndeaproape Lusiadele ca și compoziție și limbaj.
Deși scrisă în versuri albe, Dona Branca are un caracter diferit: povestind amorurile unei infante portugheze cu un prinț maur care lupta sub zidurile cetății Silves, Garret se vrea inspirat de evul mediu, cu pitorescul său, cu credințele sale în magi și vrăjitori, prin acea tentativă deliberată de a introduce în Portugalia aspectul folcloric și medieval al romantismului englez și german și mai ales prin înlocuirea mitologiei grecești și romane cu o presupusa mitologie națională și populară.
Aceste poeme n-au exercitat o influența imediată. Ele reprezintă trecerea de la arcadism la romantism.

## Crearea teatrului național
Garret ajunge efectiv șeful școlii romantice portugheze atunci când, în 1836, primește de la guvernul popular septembrist misiunea de a organiza un teatru național. Abandonând tragedia clasică, pe care a cultivat-o în Catão, Garret preia de la romantici, printre alte inovații, folosirea prozei în teatru și amestecul de comic și tragic. A ales ca teme din istoria națională cu un scop clar educativ. În Um auto de Gil Vicente se evoca splendoarea curții manueline, în O Alfageme de Santarém, luptele populare pentru independența în secolul al XVI-lea.

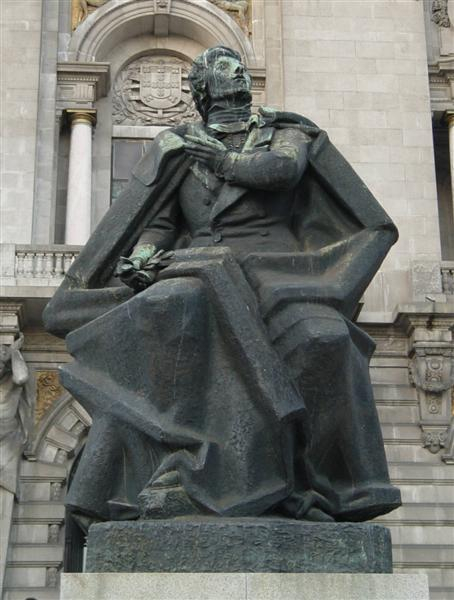
Almeida Garrett - în Porto - Statuie sculptată de Barata Feyo

## Garrett și naționalismul literar
Garrett s-a declarat pentru întoarcerea literaturii la izvoarele sale naționale și populare în diferite prefețe și note la lucrările sale. El consideră că o adevărată operă de artă trebuie să fie autentic națională, iar condiția ca ea să fie națională este ca ea să fie populară.

## Opere în ordine cronologică
- 1819 Lucrécia
- 1821 O Retrato de Vénus; Catão; Mérope
- 1822 O Toucador
- 1825 Camões
- 1826 Dona Branca
- 1828 Adozinda
- 1829 Lírica de João Mínimo; Da Educação
- 1830 Portugal na Balança da Europa
- 1838 Um Auto de Gil Vicente
- 1841 O Alfageme de Santarém
- 1843 Romanceiro e Cancioneiro Geral; Frei Luís de Sousa
- 1845 O Arco de Sant'Ana; Flores sem fruto
- 1846 Viagens na minha terra; D. Filipa de Vilhena
- 1848 As profecias do Bandarra; Um Noivado no Dafundo; A sobrinha do Marquês
- 1849 Memória Histórica de J. Xavier Mouzinho da Silveira
- 1850 O Arco de Sant'Ana
- 1851 Romanceiro e Cancioneiro Geral
- 1853 Folhas Caídas
- 1871 Discursos Parlamentares e Memórias Biográficas (antologie postumă)